# Pearls
Pearls is een album van BZN dat uitkwam op cd en mc. Het is de opvolger van het zeer succesvolle A Symphonic Night I. In de Album Top 100 en de Mega Album Top 100 stond dit album 27 weken genoteerd, waarbij als hoogste resp. de 3e en 1e positie werden bereikt. Als beloning kreeg de band platina voor dit album. Pearls werd uitgebracht in Nederland en Duitsland.
Er werden drie singles van deze cd afgehaald. Te weten de top 10-hit Wedding bells, Mother (werd plek 22) en The Gypsy Music (29ste positie). De eerstgenoemde single was de 50e die BZN in hun carrière heeft geproduceerd. De andere twee belandden ook in de Top 40. Dit betekent dat BZN in 1997 53 Top 40-hits op hun naam hadden staan.
De special, die als promotie van dit album werden gemaakt, werd opgenomen in Indonesië. De nummers The pearl of Surabaya en Maribaya ademen deze sferen helemaal uit. Tijdens de opnamen was er veel last van de bosbranden die er op dat moment woedden.

## Tracklist
1. Wedding bells [Veerman/Keizer/Tuijp]
2. Besame mucho [Veerman/Keizer/Tuijp]
3. I can't live without you [Veerman/Keizer/Tuijp]
4. The gypsy music [Plat/Veerman/Keizer/Tuijp]
5. The pearl of Surabaya [Veerman/Keizer/Tuijp]
6. Tell me why [Veerman/Keizer/Tuijp]
7. Let's sail away [Veerman/Keizer/Tuijp]
8. Chante encore [Veerman/Keizer/Tuijp]
9. Yo te amo [Veerman/Keizer/Tuijp]
10. Mother [Plat/Veerman/Keizer/Tuijp]
11. Maribaya [Veerman/Keizer/Tuijp]
12. Behind the blue [Veerman/Keizer/Tuijp]